# Tamworth (Nueva Gales del Sur)
Tamworth (pronunciación en inglés: /ˈtæmwɔːɹθ/) es una ciudad en la región de Nueva Inglaterra (Nueva Gales del Sur, Australia). Situada sobre el río Peel, Tamworth, con una población de 42.499 personas, es el mayor centro regional de la Nueva Inglaterra meridional y sede del Consejo Regional de Tamworth. Como sede de dicha organización, la ciudad da servicio a 55.063 personas. La ciudad está a medio camino entre Brisbane y Sídney, las dos ciudades más grandes de la costa este australiana.
Tamworth es conocida como la “Capital Australiana de la Música Country”, albergando anualmente el Festival de Música Country de Tamworth a finales de enero. Por ello la ciudad está hermanada con la ciudad estadounidense de Nashville, la cual está considerada como la cuna del género. También es llamada la “Capital Nacional Australiana de la Equitación” debido a la gran cantidad de eventos de dicho deporte que tienen lugar en la ciudad. Finalmente, se ganó el apodo de “Ciudad de las Luces” al ser la primera ciudad del hemisferio sur en usar alumbrado público eléctrico.

## Clima
| Parámetros climáticos promedio de Tamworth (Nueva Gales del Sur) | Parámetros climáticos promedio de Tamworth (Nueva Gales del Sur) | Parámetros climáticos promedio de Tamworth (Nueva Gales del Sur) | Parámetros climáticos promedio de Tamworth (Nueva Gales del Sur) | Parámetros climáticos promedio de Tamworth (Nueva Gales del Sur) | Parámetros climáticos promedio de Tamworth (Nueva Gales del Sur) | Parámetros climáticos promedio de Tamworth (Nueva Gales del Sur) | Parámetros climáticos promedio de Tamworth (Nueva Gales del Sur) | Parámetros climáticos promedio de Tamworth (Nueva Gales del Sur) | Parámetros climáticos promedio de Tamworth (Nueva Gales del Sur) | Parámetros climáticos promedio de Tamworth (Nueva Gales del Sur) | Parámetros climáticos promedio de Tamworth (Nueva Gales del Sur) | Parámetros climáticos promedio de Tamworth (Nueva Gales del Sur) | Parámetros climáticos promedio de Tamworth (Nueva Gales del Sur) |
| Mes                                                              | Ene.                                                             | Feb.                                                             | Mar.                                                             | Abr.                                                             | May.                                                             | Jun.                                                             | Jul.                                                             | Ago.                                                             | Sep.                                                             | Oct.                                                             | Nov.                                                             | Dic.                                                             | Anual                                                            |
| ---------------------------------------------------------------- | ---------------------------------------------------------------- | ---------------------------------------------------------------- | ---------------------------------------------------------------- | ---------------------------------------------------------------- | ---------------------------------------------------------------- | ---------------------------------------------------------------- | ---------------------------------------------------------------- | ---------------------------------------------------------------- | ---------------------------------------------------------------- | ---------------------------------------------------------------- | ---------------------------------------------------------------- | ---------------------------------------------------------------- | ---------------------------------------------------------------- |
| Temp. máx. abs. (°C)                                             | 45.1                                                             | 42.0                                                             | 39.0                                                             | 32.2                                                             | 29.7                                                             | 25.4                                                             | 22.0                                                             | 29.8                                                             | 34.0                                                             | 37.0                                                             | 41.2                                                             | 41.4                                                             | 45.1                                                             |
| Temp. máx. media (°C)                                            | 32.7                                                             | 31.1                                                             | 29.0                                                             | 25.3                                                             | 20.7                                                             | 17.0                                                             | 16.3                                                             | 18.5                                                             | 21.7                                                             | 25.1                                                             | 28.0                                                             | 31.0                                                             | 24.7                                                             |
| Temp. mín. media (°C)                                            | 17.5                                                             | 16.9                                                             | 14.2                                                             | 9.8                                                              | 5.9                                                              | 3.5                                                              | 2.9                                                              | 2.9                                                              | 5.8                                                              | 9.5                                                              | 13.3                                                             | 15.4                                                             | 9.8                                                              |
| Temp. mín. abs. (°C)                                             | 7.1                                                              | 6.0                                                              | 1.9                                                              | -0.2                                                             | -4.0                                                             | -6.0                                                             | -6.6                                                             | -6.3                                                             | -4.0                                                             | -0.3                                                             | 3.0                                                              | 5.6                                                              | -6.6                                                             |
| Precipitación total (mm)                                         | 57.2                                                             | 79.7                                                             | 46.6                                                             | 25.4                                                             | 27.3                                                             | 48.8                                                             | 45.5                                                             | 36.9                                                             | 45.2                                                             | 54.6                                                             | 90.3                                                             | 73.8                                                             | 632.7                                                            |
| Días de precipitaciones (≥ 1 mm)                                 | 6.1                                                              | 7.6                                                              | 6.1                                                              | 4.1                                                              | 4.4                                                              | 8.5                                                              | 8.2                                                              | 6.4                                                              | 6.8                                                              | 8.3                                                              | 9.0                                                              | 8.1                                                              | 83.6                                                             |
| Fuente:                                                          |                                                                  |                                                                  |                                                                  |                                                                  |                                                                  |                                                                  |                                                                  |                                                                  |                                                                  |                                                                  |                                                                  |                                                                  |                                                                  |